# Сатировская драма

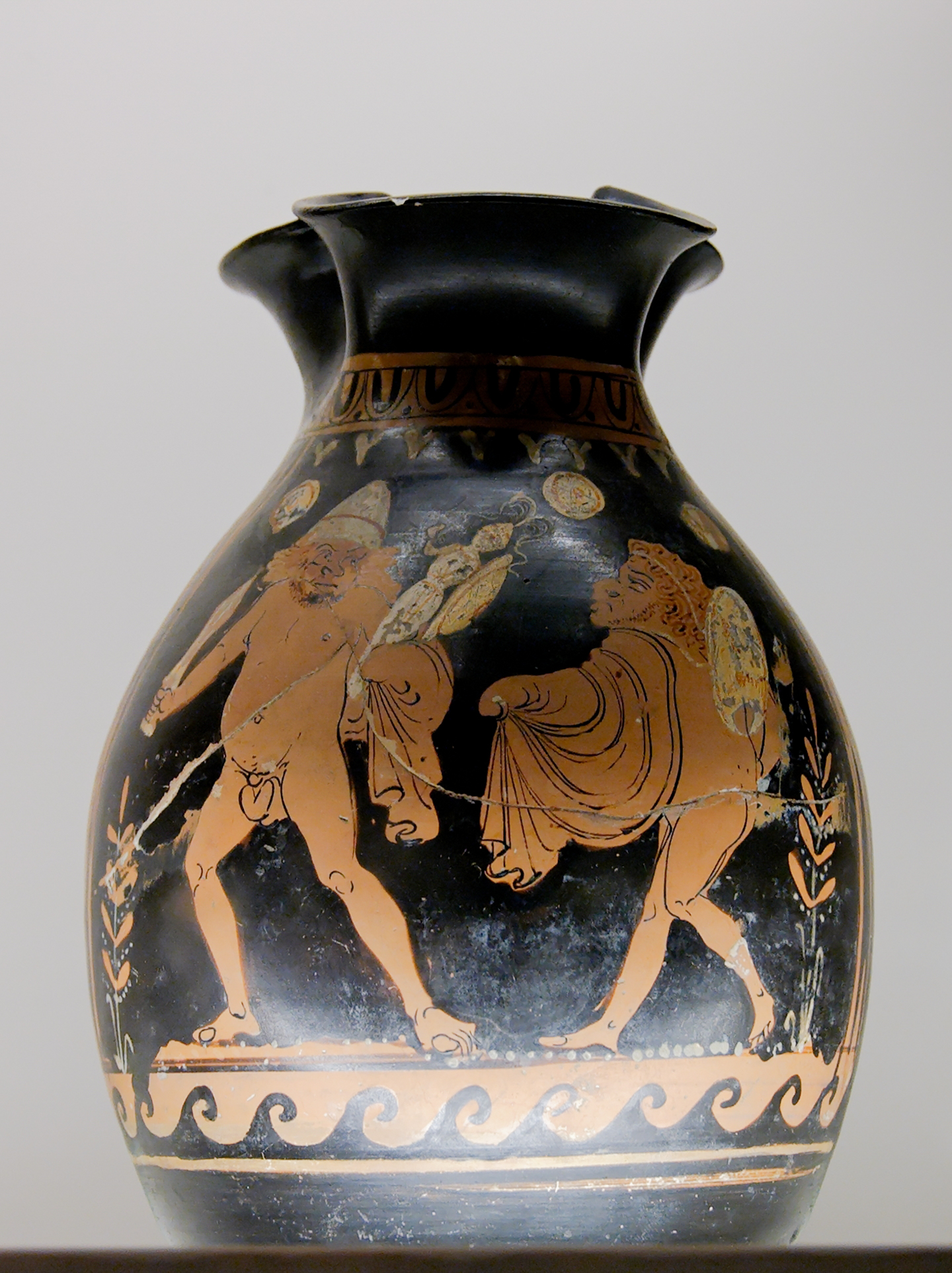
Сатировская драма на ойнохое

Сатировская драма (др.-греч. δρᾶμα σατυρικόν, σάτυροι) или иначе игривая трагедия (παίζουσα τραγῳδία) — y древних греков особый вид драматической поэзии, существовавший наряду с трагедией и комедией. Полностью сохранилось только одно произведение этого жанра — «Киклоп» Еврипида.

## Происхождение
Из сатировской драмы, по свидетельству Аристотеля, развилась трагедия путём расширения сюжета и замены комического стиля серьёзным и торжественным. Внешняя особенность, отличавшая сатировскую драму от трагедии в эпоху расцвета греческого театра, сводится к участию в сценическом действии сатиров, которые, по преданию, были привлечены к исполнению дифирамбов Арионом Метимнейским около 600 г. до н. э. Местом возникновения сатировского хора признается Пелопоннес; в Афинах сатировский дифирамб оказывается заносным явлением, приуроченным к формам аттического культа. Хронологически это явление относят к тирании Писистрата, учредившего праздник великих Дионисий (городских). По другому воззрению, родиной сатировского хора были Афины, причём сценические сатиры, надевавшие на себя козлиную шкуру (в остальных частях костюма они скорее могли напоминать кентавров), представляли собой ряженую свиту бога Диониса, тотемом которого был, между прочим, козел. Хоровой плясовой дифирамб, исполнявшийся ряжеными сатирами, был, по этому воззрению, остатком обрядового действа той поры, когда Диониса чествовали, принимая образ посвященного ему животного, причём в мифе, который лег в основу драматического действа, эти сатиры превратились в спутников Диониса (Веселовский, «Три главы из исторической поэтики»). По мнению Виламовица («Heracles»), сатиры были введены специально с целью потешать и забавлять публику и с культом ничего общего не имели. Как бы то ни было, обстановка сатировского хора вошла в обиход Дионисова праздника и обусловила развитие культовой и затем художественной драмы.
В легендах о Дионисе было дано сочетание идей страдания и радости, смерти и жизни. Эта двойственность природы божества отражалась на обиходе празднества: носители обрядового акта — сатиры — то исполняли под пляску страстные песни, проникнутые весельем, то настраивались на лад плача. При постепенной эволюции обрядовых форм веселье и серьёзные моменты распределились между сатировской драмой и трагедией: первая удержала название и маски культовых исполнителей древнего дифирамба. Развитие комедии шло совершенно самостоятельно, но наряду с развитием сатировской драмы и трагедии: ни по конституции, ни по обстановке, ни по целям греческая комедия не была связана с сатировской драмой. По мнению Магаффи («История классического периода греческой литературы»), сатировская драма представляла собой в первоначальном фазисе развития сельский и веселый вид дифирамба, исполнявшегося низшим классом населения, причём хор подражал играм сатиров, тогда как трагедия возникла из серьёзного дифирамба. Когда последний стал уклоняться от своей первоначальной цели и начал прославлять, кроме Диониса, других богов и героев, сатировский дифирамб был приурочен к афинской сцене и вошёл в моду. По мнению Бернгарди, первоначально на Дионисовых празднествах элементы религиозный и мирской, искусственный и свободный стояли рядом друг с другом; первый выразился в дифирамбическом хоре, второй в шутках сатиров, причём сатировская драма составляла прелюдию праздника. Связь сатиров с дифирамбом была закреплена Арионом. Первоначально сатировская драма исполнялась хором без актёров; в отличие от трагедии в ней замечалось преобладание орхестического элемента. Со времени Фесписа развитие её шло рука об руку с трагедией, и нововведения в области последней переносились одновременно и на сатировскую драму.

## История
Первым известным в истории греческой литературы представителем сатировской драмы считается Пратин из Флиунта (дорянин), автор 32 пьес, по преданию — перенесший сатировские хоры из Коринфа в Афины. Несмотря на то, что дорический диалект хоров был мало понятен афинянам и образ сатиров — чужд их мифологии, нововведение быстро привилось к культу Диониса. С этого времени сатировская драма была признана необходимой отраслью драматического искусства и включена в программу Дионисовых празднеств (великих Дионисий). Из других представителей этой эпохи в области сатировской драмы выделялись Аристий, сын Пратина (автор сатировских драм «Киклоп» и «Керес»), и Хойрил.
Своего апогея сатировская драма достигла при Эсхиле. До него сатировская драма, заключавшая тетралогию, могла стоять в связи с сюжетом предшествовавших трагедий; после Эсхила независимость сатировской драмы стала обыкновением. Софокл и Еврипид тоже писали сатировские драмы. Некоторые критики причисляют к этому жанру «Алкесту» и «Ореста» Еврипида. Кроме названных поэтов, в древности были известны ещё следующие представители сатировской поэзии: Ион Хиосский, Ахей Электриский, Иофокт, Филокл, Ксенокл. В IV веке до н. э. и позже замечается упадок сатировской драмы, известны лишь немногие её представители.
До нашего времени сохранились «Следопыты» Софокла, «Киклоп» Еврипида и «Дафнис, или Литиерс» Сосифея. Драма Еврипида сохранилась целиком, драма Софокла почти наполовину (первые 394 стиха) с лакунами, которые удалось восстановить; от драмы Сосифея в настоящее время известны два фрагмента (21 стих и 3 стиха).

## «Киклоп»
Характеристика сатировской драмы классического периода (V века до н. э.) может быть сделана на основании «Киклопа». Содержание её взято целиком из IX песни «Одиссеи», за исключением того, что Еврипидом введены Силен и сатиры, то есть собственно сатировская обстановка, и нет упоминаний о баране, который вынес Одиссея из Киклоповой пещеры. Действие происходит в Сицилии, на берегу моря, и начинается с того, что Силен, попавший с сатирами в рабство к Киклопу, с грустью вспоминает о той поре, когда он был слугой Диониса. Тем временем хор сатиров в теме быстрой и комической пляски выбегает на сцену и в наивно-смешной пасторальной песне выражает своё сочувствие Силену. К берегу причаливает корабль, привезший из-под Трои Одиссея и его товарищей; между сатирами и вновь прибывшими завязывается разговор. Появляется исполин Полифем и принимает пришельцев за разбойников. Одиссей с достоинством убеждает Полифема в том, что он не разбойник, а гость, и просит покровительства. Полифем отвечает, что для него нет ни законов, ни страха, и что подарком гостеприимства Одиссею будет огонь и котел, в котором будет сварено его мясо. Одиссей обращается к Палладе и Зевсу с молитвой о помощи и входит за Полифемом в пещеру. В следующей за тем хоровой песни сатиры воспевают широкую глотку людоеда и высказывают желание как можно скорее оставить негостеприимный берег. Вскоре после этого выбегает из пещеры Одиссей и с ужасом рассказывает о кровожадности Полифема, пожравшего двух из его товарищей, и о том, как ему удалось напоить Киклопа. Хор выражает сочувствие Одиссею, который задумывает выколоть глаз чудовищу во время его сна и объявляет Полифему своё имя — Никто. С помощью сатиров за сценой Одиссей прокалывает Киклопу единственный его глаз. Стоны и жалобы ослепленного великана, ярость его при известии о спасении Одиссея, последний диалог между ними и готовность сатиров отплыть вместе с Одиссеем — все это составляет заключительную сцену сатировской драмы.

## Общая характеристика
Обстановка драмы, характеры действующих лиц и форма позволяют обобщить основные черты сатировской поэзии. С одной стороны, сатировская драма выводит перед нами сатиров — истинных детей природы, плутоватых, боязливых, чувственных, беспечных, наивно-бесстыдных, резвых и веселых, живущих на лоне природы; к ним же относится, как представитель грубого животного элемента, Полифем. В качестве контраста с ними выступает Одиссей как представитель героического и культурного начала. Он ведет себя как герой трагедии, не унижая своего достоинства, не впадая ни в пошлый, ни в слишком торжественный тон. В изображении этого контраста и в сообщении зрителям непосредственного веселья и заключалось назначение сатировской драмы, которая представляла собой безобидную, наивную шутку на мифический сюжет. Не поучая, как комедия, сатировская драма смешила и развлекала, давая исход тяжелому и серьёзному настроению, вызванному в зрителях предшествовавшими трагедиями. Репертуар сатировских ролей был не особенно велик, чем, между прочим, объясняется сравнительно небольшое участие сатировской драмы в программах Дионисовых празднеств и постепенное исчезновение её со сцены (к концу IV в. до н. э.). Темы брались первоначально из легенд о Дионисе и имели отношение к введению вина среди людей и влиянию нового дара на неопытных его поклонников («Ликург» Эсхила). Позднее в основу сатировских пьес избирались мифы с элементом животного, смешного, сказочного и чудесного; так, особенно популярны были сатировские типы обжорливого, простодушного, чувственного, грубого Геракла, плутоватого Автолика, увечного Гефеста, свирепых, в духе Киклопа, Антея и Бусириса, разбойника Скирона и т. п. Допускались также сюжеты, в которых действие заключалось браком и радостью (Брак Елены). Иногда трагическое и серьёзное в мифах извращается в смешное (Алкмеон, Амфиарай, Афамант, Телеф), но при этом поэт должен был считаться с верованиями и вкусами публики и не переступать пределов дозволенного. Вообще сатировская драма должна была удовлетворять следующим требованиям, которые изложил Гораций в «Ars poetica»: она должна была осторожно выбирать выражения, чтобы герои, подобно почтенной матроне, исполняющей публично религиозный танец, не роняли своего достоинства, а речь сатиров соответствовала их пастушескому характеру; иными словами, язык её должен представлять среднее между языком комедии и трагедии. Задачей сатировской драмы было не пародировать, а смешить, выставляя забавно-неприличное, наивно-непозволительное на фоне серьёзного и героического и выдерживая тон наивного вымысла и идиллической простоты.

## Метрика
Живости действия соответствовал также размер (трохаический тетраметр), первоначально употреблявшийся, по свидетельству Аристотеля, в сатировской поэзии и имевший близкое отношение к пляске. Хоровые метры вообще были свободнее и проще, чем в трагедии; хоровые партии не были строфичными. В диалогах, произносимых сатирическими лицами, также допускалась свобода как стиля, так и метра: замена ямба киклическим анапестом встречалась, напр., во всех стопах, кроме последней. Напротив, героические партии были строго выдержаны в стилистическом и метрическом отношениях, как того требовали законы трагической формы.

## Внешний облик сатиров
Пляска сатиров (др.-греч. σίκιννις) представляла собой скорее ритмические прыжки, порою непристойного характера; темп пляски был быстрый, причём сатиры сопровождали движения жестами, гримасами и ужимками, рассчитанными на то, чтобы вызвать у зрителей смех (вазовая живопись представляет много материала, иллюстрирующего сатировскую драму как со стороны сюжетов, так и со стороны внешней обстановки). Число хоревтов в сатировской драме было 12—15, хор имел четырёхугольное построение. Сатиры были одеты в козлиные шкуры и имели спереди фаллос (были также итифаллические сатиры) и сзади хвост (лошадиный), как об этом можно заключить по вазовой живописи.

## Сатировская драма и трагедия
По сравнению с трагедией сатировская драма была консервативнее, на что указывает, между прочим, архаичность её стиля, и имела менее жизненных элементов, которые могли бы обеспечить ей свободное развитие. Хотя составные элементы трагедии и сатировской драмы были одни и те же, но вторая всегда казалась по сравнению с первой как бы недоразвившейся. Это явствует как из рассмотрения метрических свойств того и другого драматического вида, так и из того факта, что по сравнению с трагедией объём сатировской драмы был меньше и драматический конфликт проще. Особенно трудно было для поэта дать художественное сочетание элементов серьёзного и смешного и выдержать тон, средний между трагедией и комедией.

## Упадок
Обязательство забавлять без полной свободы для шутки и узкий круг сюжетов задержали эволюцию сатировской поэзии; успех её в V в. до н. э. объясняется лишь высокой талантливостью поэтов, создавших художественную драму. Вырождение сатировской драмы замечается уже при Софокле, который в некоторых пьесах вместо сатиров вывел обыкновенных смертных (в драме «Пастухи» хоревтами были пастухи, в драме «Геракл на Тенаре» — илоты). Наконец, упадку сатировской драмы способствовали успехи комедии, которой выпало на долю смешить афинскую публику начиная с восьмидесятых годов V в. К концу IV в. сатировская драма совершенно вышла из моды, чем объясняется, между прочим, утрата многочисленных образцов её, созданных в VI и V вв.

## В Древнем Риме
Римская литература вместе с другими продуктами греческого гения попыталась перенять и сатировскую драму; так, у Помпония и Новия (начало I века до н. э.) были пьесы мифологического содержания, на манер сатировской драмы. Последующие попытки в этой области были единичными и сводились больше к переводам, чем к самостоятельному творчеству. К представителям сатировской драмы принадлежат Сулла, Квинт Цицерон и Пизоны, которым Гораций адресовал своё послание «De arte poetica». Римская ателлана была для сатировской драмы опасной соперницей и заглушила её в зародыше. Древняя римская сатира не имеет с греческой сатировской драмой ни этимологической, ни генетической связи: возможен лишь вопрос о позднейшем влиянии второй на первую.